# 9340 Williamholden
9340 Williamholden eller 1991 LW1 är en asteroid i huvudbältet som upptäcktes den 6 juni 1991 av den belgiske astronomen Eric W. Elst vid La Silla-observatoriet. Den är uppkallad efter den amerikanske skådespelaren William Holden.
Asteroiden har en diameter på ungefär 15 kilometer och den tillhör asteroidgruppen Themis.